# Riu Barrow
El Barrow és un riu d'Irlanda, és un dels rius als quals se nomena « Les tres germanes» (The Three Sisters) -en anglès un riu es considera de gènere femení-, estant les altres dues «germanes» el riu Suir i el riu Nore. El Barrow és el més llarg i important dels tres, i el segon més llarg d'Irlanda, després del riu Shannon.

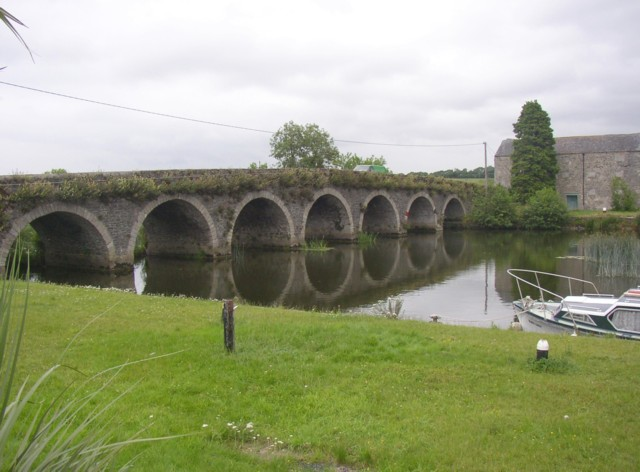
Pont sobre el riu Barrow (comtat de Kilkenny)